# Шилин, Афанасий Петрович
Афана́сий Петро́вич Ши́лин (1 сентября 1924, Петропавловка, Саратовская губерния — 22 мая 1982, Москва) — советский артиллерист, дважды Герой Советского Союза (1944, 1945), генерал-лейтенант (1975).

## Биография
Афанасий Шилин родился в селе, но не в крестьянской, а в рабочей семье. Место рождения: село Петропавловка Новоузе́нского уезда Саратовской губернии, РСФСР. В младенчестве попал в Кузбасс — сюда, в город Ленинск-Кузнецкий, в рабочий шахтёрский посёлок переселилась его семья.
После окончания средней школы № 2,  юный Афанасий Шилин работал на «Шахте имени 7 ноября» в городе Ленинске-Кузнецком.
Когда в 1941 году началась война, Афанасий попросился добровольцем на фронт. Но по юному возрасту его не взяли. В Красную армию призван за несколько дней до 18-летия — в августе 1942 года. Афанасий Шилин был сразу направлен на командирские курсы в Томск. Здесь А. П. Шилин окончил Второе Томское артиллерийское училище (ТАУ-2). В действующей армии — с июня 1943 года до января 1945 года. Последовательно занимал должности командира взвода, начальника разведки артиллерийского дивизиона в составе 132-го гвардейского артиллерийского полка 60-й гвардейской стрелковой Павлоградской, ордена Кутузова 2-й степени, дивизии. Полк воевал в составе Юго-Западного, 3-го Украинского и 1-го Белорусского фронтов, принимал участие в освобождении Украины, Молдавии и Польши. 15 января 1945 года А. П. Шилин был тяжело ранен в бою. На момент окончания войны находился в госпитале.
После войны продолжал службу в Вооружённых Силах СССР. В 1946 году он окончил Высшую офицерскую артиллерийскую школу, в 1952 году — Военную академию имени Ф. Э. Дзержинского, в 1966 году — Военную академию Генерального штаба. Командовал дивизионом и артиллерийским полком.
С 1960 года проходил службу в Ракетных войсках стратегического назначения СССР, был командиром ракетной бригады. С мая 1961 года — командир 10-й гвардейской ракетной дивизии, затем заместитель командира ракетного корпуса. С 1970 года — первый заместитель командующего 27-й гвардейской Витебской Краснознамённой ракетной армии (Владимир). С января 1976 года генерал-лейтенант Шилин — заместитель председателя ЦК ДОСААФ.
Продолжил своё военное образование:
- 1946 год — окончил Высшую офицерскую артиллерийскую школу;
- 1952 год — окончил Артиллерийскую Академию имени Ф. Э. Дзержинского[9];
- 1975 год — окончил Военную академию Генерального штаба Вооружённых Сил СССР.

В 1975 году присвоено воинское звание генерал-лейтенант.
В последние годы жизни дважды Герой Советского Союза Афанасий Петрович Шилин, гвардии генерал-лейтенант артиллерии, продолжал службу в вооружённых силах, передавал воинский опыт молодёжи. С 1976 — заместитель председателя ЦК ДОСААФ СССР.
Скончался 22 мая 1982 года. Похоронен в городе-герое Москве, на Кунцевском кладбище.
Русский. Член ВКП(б) с 1944 года.

## Главные подвиги
- Звание Героя Советского Союза с вручением ордена Ленина и медали «Золотая Звезда» Афанасию Петровичу Шилину было присвоено 22 февраля 1944 года за отвагу и мужество, проявленные при форсировании Днепра, захвате и удержании плацдарма на правом берегу реки. В бою за плацдарм на Днепре лично уничтожил 2 немецких пулемётных расчёта, 11 солдат, 2 офицера противника. А когда фашисты окружили его наблюдательный пункт, он вызвал огонь на себя. Благодаря этому фашисты были отброшены и наши войска смогли закрепиться на плацдарме.
- Второй раз звания Героя Советского Союза с вручением медали «Золотая Звезда» А. П. Шилин был удостоен 24 марта 1945 года, как начальник разведки артиллерийского дивизиона, за разведку огневых средств и их уничтожение при прорыве глубоко эшелонированной обороны противника на Магнушевском плацдарме и беззаветную храбрость при штурме опорных пунктов противника[10]. При прорыве глубоко эшелонированной обороны противника на Магнушевском плацдарме, в дни зимнего (январь 1945) наступления провёл разведку огневых средств и обеспечил их уничтожение, проявил личную храбрость при штурме опорных пунктов противника. Начальник разведки артиллерийского дивизиона А. П. Шилин в январе 1945 года на территории Польши в тяжёлом бою, будучи раненым, связкой гранат заставил замолчать фашистский дот, открыв путь для наступления нашим солдатам[11].

## Награды
- Дважды Герой Советского Союза (22 февраля 1944 и 24 марта 1945);
- орден Ленина (1944);
- орден Красного Знамени (1943);
- орден Отечественной войны II степени (1943);
- орден Трудового Красного Знамени (1969);
- орден «За службу Родине в Вооружённых Силах СССР» 3-й степени (1977);
- медали (более 7-ми)[12];
- орден Народной Республики Болгария и иностранные медали[13].

## Память
- Бронзовый бюст Афанасия Петровича Шилина работы скульптора С. Н. Попова установлен в 1953 году в городе Ленинск-Кузнецкий, Кемеровская область[14][15].
- Бюст Шилина А. П. установлен на Аллее героев в Парке Победы в Саратове, как одному из трёх саратовцев дважды Героев Советского Союза.
- В 1985 году в городе Ленинск-Кузнецкий улица Транспортная была переименована в улицу его имени — улица А. Шилина.
- На административном здании шахты имени «7 ноября» (Ленинск-Кузнецкий) в 1985 году установлена мемориальная доска.
- Имя Шилина А. П. имеется в ветеранском списке Равнение на Победу. Томская область — Герои Советского Союза.
- Школа № 2 города Ленинска-Кузнецкого, в которой учился Шилин, 6 мая 2011 года отмечена мемориальной доской.
- В главном офисе компании СУЭК (город Москва, Дубининская улица, 53/7) 28 апреля 2015 года торжественно открыт бюст.
- Имя Шилина присвоено ранее безымянной горе, расположенной на хребте Кузнецкий Алатау, с координатами 53 40,1 северной широты, 88 53,1 восточной долготы и абсолютной высотой 743,4 метра[16].
- Улица в Саратове[17].
- 20 октября 2016 года постановлением Костромской областной думы № 375 — МБОУ города Костромы «Средняя общеобразовательная школа № 38» городского округа г. Костромы, Костромской области носит имя Дважды Героя Советского Союза А. П. Шилина.

## Основные работы
- Шилин А. П. Артиллерийский разведчик. — М., 1952.
- Шилин А. П. Быть всегда в боевой готовности. — М., 1955.
- Шилин А. П. Уставной порядок — основа организованности и дисциплины. — М., 1957.
- Шилин А. П. Сила воина дисциплиной удвоена. — М., 1970.